# Kormos Lajos
Kormos Lajos (Székesfehérvár, 1910. február 13. – Szeged, 1972. december 17.) Jászai Mari-díjas magyar színész, érdemes művész, színházigazgató.

## Életpályája
Székesfehérváron született, 1910. február 13-án. Az érettségije előtt Radó Béla társulatában szerepelt. Színészként Rózsahegyi Kálmán Színészképző Iskolájában végzett. Pályája Budapesten a Magyar Színházban indult, majd vidéki társulatokban szerepelt. 1949-től a Pécsi Nemzeti Színház tagja volt, 1951-től a győri Kisfaludy Színház szerződtette. Rövid ideig Pécsen és Győrben színigazgatóként is tevékenykedett. 1955-től a Szegedi Nemzeti Színház társulatának volt a színésze. 1959-ben Jászai Mari-díjat kapott, 1962-ben érdemes művész lett.
Felesége Miklós Klára színésznő volt.

## Fontosabb színházi szerepei
- William Shakespeare: III. Richárd... Edward király
- William Shakespeare: Szentivánéji álom... Oberon
- William Shakespeare: Vízkereszt vagy amit akartok... Orsino herceg
- Niccolò Machiavelli: Mandragóra... Timoteo fráter
- Benjamin Jonson: Volpone, avagy a pénz komédiája... Mosca
- Molière: A képzelt beteg... Béralde
- Friedrich Schiller: Stuart Mária... Robert Dudley
- Anton Pavlovics Csehov: Három nővér... Versinyin, Alekszander Ignatyevics, alezredes, ütegparancsnok
- Nyikolaj Vasziljevics Gogol: A revizor... Oszip
- Lev Nyikolajevics Tolsztoj: Háború és béke... Szergej Kuzmics, orvos
- Lev Nyikolajevics Tolsztoj: Élő holttest... Viktor Karenyin
- Makszim Gorkij: Éjjeli menedékhely... Báró
- Makszim Gorkij: Jegor Bulicsov és a többiek... Vaszilij Dosztyigájev
- Carlo Goldoni: Cseteparé... Isidoro, bírósági jegyző
- Johann Wolfgang von Goethe: Egmont... Vansen
- Eugène Scribe: Egy pohár víz... Bolingbroke
- Henrik Ibsen: Nóra... Helmer, ügyvéd
- Arthur Miller: Az ügynök halála... Charley
- Eduardo De Filippo: Vannak még kísértetek... Gastone Califano
- George Bernard Shaw: Tanner John házassága... Roebuck Ramsden
- George Bernard Shaw: Szent Johanna... Warwick grófja, angol ezredes
- George Bernard Shaw: Warrenné mestersége... Praed
- William Somerset Maugham: Imádok férjhez menni... Mr. Paton
- Jean-Paul Sartre: A tisztességtudó utcalány... A szenátor
- Jean Anouilh: Torreádor keringő... A plébános
- Jean Anouilh: Apák iskolája... Orlas
- Jaroslav Hašek: Svejk... Katz
- Csiky Gergely: Ingyenélők... Zátonyi Bence
- Jókai Mór: A kőszívű ember fiai... Rideghváry Bence
- Mikszáth Kálmán - Harsányi Zsolt: A vén gazember... Inokay báró
- Móricz Zsigmond: Úri muri... Szakmáry Zoltán
- Molnár Ferenc: Játék a kastélyban... Turai Sándor, író
- Darvas József: Kormos ég... Joó Sándor
- Kós Károly: Budai Nagy Antal... Brassói királybíró
- Németh László: Az írás ördöge... Csermák
- Németh László: Az utazás... Karádi József
- Hubay Miklós - Ránki György - Vas István: Egy szerelem három éjszakája... Dr. Szegilongi Lajos, bíró
- Fehér Klára: Kevés a férfi... Ferencz Gábor
- Fehér Klára: A teremtés koronája... Nyitrai Ákos, mérnök
- Gyárfás Miklós: Egérút... Orbók István, egy nagy ember gépkocsivezetője
- Gyárfás Miklós: Hatszáz új lakás... Ág István
- Hunyady Sándor: Feketeszárú cseresznye... Kispál
- Illés Endre - Vas István: Trisztán... Marke király
- Hárs László - Romhányi József: Barátom a miniszter... Turcoigne, márki
- Tabi László: Kártyavár... Peregrin atya
- Tabi László: Különleges világnap... Dr. Baranyai Burger Antal
- Tabi László: Most majd elválik... Várday Péter, drámaíró
- Kállai István: Kötéltánc... Zalai Sándor
- Tóth Miklós: Jegygyűrű a mellényzsebben... Csóri Antal
- Bágyoni Attila: A Botlár-ügy... Villás őrnagy
- Bókay János: Az utód... Szepesi Mihály
- Hámos György: Aranycsillag... Iskolaparancsnok
- Thurzó Gábor: Hátsó ajtó... Zeyk Tamás
- Mesterházi Lajos: Pesti emberek... Sándor
- Barát Endre: Becsület dolga... Hajdu József
- Földes Mihály: Mélyszántás... Kis Gáspár
- Török Tamás: Dél keresztje... Máté Kálmán
- Sándor Kálmán: A harag napja... Máriáss Károly
- Eisemann Mihály - Békeffi István: Egy csók és más semmi... Kulhanek elnök
- Kálmán Imre: Montmartre-i ibolya... Durrand zugügynök
- Ábrahám Pál: Viktória... Ludwig Webster, követ
- Dékány András - Baróti Géza: Dankó Pista... Tömörkény
- Mándi Éva: Hétköznapok hősei... Nagy
- Lippenszky István - Futaky Hajna: Zrínyi riadója... Zrínyi Miklós
- Tarbay Ede: Mire a nyárnak vége... Lóránth István
- Paál Ferenc: Zsákutca... Darnay Gábor, író
- Gerhart Hauptmann: Naplemente előtt... Immos
- Prosper Mérimée: A művésznő hintaja... A Lima-i püspök
- Mihail Sebastian: Névtelen csillag... Grig
- Viktor Rozov: Úton... Az apa
- Borisz Andrejevics Lavrenyov: Amerika hangja... Walter Kidd
- Vagyim Nyikolajevics Szobko: A második front mögött... Markov
- Alekszandr Boriszovics Raszkin - Morisz Romanovics Szlobodszkoj: Filmcsillag... Melinkov professzor
- Anatolij Vlagyimirovics Szofronov: Moszkvai jellem... Krivosejin
- Vszevolod Vitaljevics Visnyevszkij: Optimista tragédia... Hajóparancsnok
- Vlagyimir Mihajlov - Lev Szamojlov: Titkos háború... Minájev, alezredes
- Pavel Kohout: Ilyen nagy szerelem... Taláros úr
- Paul Armont - Paul Vandenberghe: Fiúk, lányok, kutyák... Igazgató
- Roger Vailland: Foster ezredes bűnösnek vallja magát... Foster ezredes
- Harriet Beecher Stowe: Tamás bátya kunyhója... Clayton mérnök
- Frederick Loewe - Alan Jay Lerner: My Fair Lady... Pickering
- Heinar Kipphardt: Shakespeare kerestetik... Schnell
- J. B. Priestley: Veszélyes forduló... Charles Strevor Stanton
- Ariadna Tur - Pjotr Tur: Villa a mellékutcában... Ifj. Kastanov

## Filmek, tv
- Sodrásban (1964)

## Rendezéseiből
- Roger Vailland: Foster ezredes bűnösnek vallja magát
- Howard Fast: Harminc ezüstpénz